# Шоља
Шоља је округла посуда са дршком, најчешће порцеланска, која служи за пијење кафе, чаја, млека и других напитака. У различитим културама постоје различити начини коришћења шоља, што подразумева њихов разноврстан облик.
Шоље могу бити: металне, керамичке, порцеланске, дрвене или пластичне. Шоље се користе за гашење жеђи у широком спектру култура и друштвених класа, а различити стилови шољица се могу користити за различите течности или у различитим ситуацијама. Шоље различитих стилова могу се користити за различите врсте течности или других намирница (нпр. шоље за чај и шоље за мерење), у различитим ситуацијама (у церемонијама и ритуалима), или за декорацију.

## Историја
Шоље су пронађене су на археолошким налазиштима широм света. Праисторијске шоље су се понекад израђивале од шкољки и издубљеног камења. У древној Месопотамији, шоље су се правиле за различите сврхе, вероватно укључујући транспорт и испијање алкохолних пића.
Постоје докази да је Римско царство можда проширило употребу шоља широм Европе, са значајним примерима укључујући сребрне шоље у Велсу и стаклене шоље које мењају боју у древној Тракији. У Енглеској су откривене шоље које датирају уназад неколико хиљада година, укључујући и Rillaton Gold Cup, стару око 3.700 година. Шоље су коришћене у Америци неколико векова пре доласка у Европу. У околини Мексичког залива, индијанска друштва су користила шкољку као чашу за пиће, између осталог.

## Галерија
- Дрвена "Етно шоља" из "ЗОО Кутка" Каменица поред Ниша
- Дрвено "Етно" посуђе и шоље "ЗОО кутак" Каменица
- Шоље и посуђе "Зоо кутак"

- Лотиформна шоља старог Египта; 1295-1185. п. н. е.; фајанс; висина: 15 cm, пречник: 9,1 cm; Метрополитенски музеј уметности (Њујорк)
- Кинеска шоља и тањир; 1745; порцелан; пречник: 10,2 cm; Музеј уметности Кливленда (Кливленд, Охајо, САД)
- Шоља и тањир, Севр, украшени орнаментима и шарама готичког препорода; 1827; порцелан; Музеј уметности Кливленда
- Арт Нуво шоља; дизајнирао Адолф Флад; 1902; порцелан; Музеј Брохан (Берлин, Немачка)

## Културни значај и употреба
Пошто су шоље од памтивека биле саставни део трпезарије, постале су цењен део људске културе. Облик или слика шоље се појављује на различитим местима у људским културама.

### Монархија
Историјски гледано, монарси су били забринути због атентата путем тровања. Да би избегли ову судбину, често су користили посвећене шоље, са пехарницима да их чувају. "Шоље за гатање" је требало да буде у стању да открије отров. У Библији, Јосиф тумачи сан за фараоновог пехарника а сребрна шоља је одиграла кључну улогу у његовом помирењу са браћом.
Бањске шоље су посебне шоље које се користе за пиће минералне или термалне воде директно из извора, развијене су у северозападној Чешкој током 17. века и сада су део чешког фолклора.

### Религија
У хришћанском ритуалу причешћа, присталице пију из шоље са вином у знак сећања на Исусову Тајну вечеру. У ту сврху се често користи путир.
Старе грчке верске праксе укључивале су либације. Ритон је била шоља која се користила за либације.

### Кухиња
Мерна шоља, адаптација једноставне шоље, је стандардни алат у кувању који је био у употреби барем још у римско доба. Осим што служе као посуде за пиће, шоље се могу користити и као алтернатива чинијама као посуда, посебно за супу. Објављени су рецепти за кување разних јела у шољама у микроталасној пећници.

### Хералдика
Путири се понекад користе у хералдици, посебно у црквеној хералдици. Крунска шоља (kronkåsa) је врста сложене дрвене шоље коју је користило шведско племство током ренесансе.

### Развој детета
Пијење из шоље је значајан корак на путу бебе да постане дете; препоручује се да деца између шест месеци и једне године пређу са флашице на шоље. Шоље са поклопцем и малим отвором се обично користе за овај прелаз.

### Спорт
Многи трофеји имају облик велике, украшене шоље. У случајевима као што су ФИФА Светско првенство и Стенли куп, само такмичење може да порасте и поприми назив трофеја који се додељује победнику. Због уобичајене употребе пехара у облику шоље као награде за победнике, велики број националних и међународних такмичења називају се купови („шоље“).

### Промоција
У развијеном свету шоље се често деле у промотивне сврхе. На пример, корпорације деле шоље са својим логом на сајмовима, или град може да дели шоље са слоганима који промовишу рециклажу. Постоје компаније које пружају услугу штампања слогана на шољама.

### Шоље за једнократну употребу
Шоље за једнократну употребу су намењене за употребу само једном. Често их користе ресторани брзе хране и кафићи за послуживање пића. Институције које обезбеђују воду за пиће, као што су канцеларије и болнице, такође могу да користе чаше за једнократну употребу из санитарних разлога.

## Галерија
- Минојска шоља Камарес; 1800-1700. п. н. е.; са Феста ( Крит ); Археолошки музеј Ираклиона (Ираклион, Крит, Грчка)
- Хетитска чаша за пиће у облику песнице; 1400-1380. п. н. е.; сребро; из централне Турске; Музеј лепих уметности (Бостон, САД)
- Римска шоља са две дршке; 1. век пре нове ере - 4. век нове ере; глазирана теракота; Музеј археологије и уметности Еримтан (Анкара, Турска)
- Француска шоља и тањир, украшени ренесансним орнаментима; 1880-1900; емајл и сребро; Музеј уметности Кливленда
- Пјер Вајдман (1860—1937), сервис за кафу
- Реноар, Мртва природа
- Популарне вртешке - шољице за кафу